# Sveti Andrej, Moravče
Sveti Andrej este o localitate din comuna Moravče, Slovenia, cu o populație de 51 de locuitori.